# 武藤義哉
武藤 義哉（むとう よしや）は、日本の防衛書記官。防衛省近畿中部防衛局長、外務省大臣官房審議官、内閣官房国家安全保障局内閣審議官、防衛大学校副校長、財務省名古屋税関長等を歴任した。

## 来歴・人物
東京都出身。1983年東京大学法学部卒業。プリンストン大学公共政策大学院（ウィルソンスクール）修了（修士）。防衛庁入庁。行政官長期在外研究員と米国防大学国家戦略研究所研究員を務めた防衛省の国際派。人事教育局教育課長、近畿中部防衛局長、外務省大臣官房審議官、内閣官房国家安全保障局内閣審議官、防衛省大臣官房審議官兼情報本部副本部長等を歴任し、2016年第8代防衛大学校副校長（企画・管理担当）。2018年から名古屋税関長を務め、2020年東京オリンピックに向けテロ防止などのため、名古屋税関保税会の藤森利雄会長との間で覚書を締結するなどした。2019年辞職。
「心の花」に所属する歌人でもある。2007年、「舞台TOKYO」で第53回角川短歌賞次席。2023年、第一歌集『春の幾何学』で第20回筑紫歌壇賞および日本歌人クラブ東京ブロック優良歌集賞を受賞。佐佐木信綱研究会会員。